# Pierre Sineux
Pierre Sineux, né le 25 avril 1961 à Saint-Georges-de-Rouelley et mort le 4 février 2016 à Caen, est un historien français de la Grèce antique. Il est président de l'université de Caen du 23 mai 2012 jusqu'à sa mort.

## Biographie
Fils d'agriculteur, Pierre Sineux commence son cursus en histoire à l'université de Caen, à laquelle il restera attaché toute sa vie, de 1981 à 1988. Agrégé d'histoire en 1988, il est spécialiste de la religion grecque antique. Il commence sa carrière dans l'enseignement à l'âge de 22 ans au lycée Malherbe de Caen. Il enseigne par la suite dans divers collèges de Normandie et de région parisienne. Il soutient en 1994 à l'université Paris-Sorbonne et sous la direction d'André Laronde une thèse, Recherches sur les sanctuaires et le culte d'Asclépios dans le Péloponnèse de la fin de l'époque archaïque à la fin de l'époque hellénistique. Maître de conférences à l'université de Caen à partir de 1995 et professeur d'histoire grecque en 2003, il mène en parallèle des recherches au sein du CERLAM puis du CRAHAM. Il est le directeur de la rédaction de la revue Kentron, fondée par François Hinard en 1985, à partir de 2008.
Très impliqué dans l'organisation de l'université de Caen, il est membre du conseil de l’UFR d’histoire pendant plusieurs années, puis membre du conseil d’administration de l’université de 2000 à 2002. Il assume les fonctions de vice-président de l'université de Caen, vice-président du Conseil des Études et de la Vie Universitaire  de 2008 à 2012. Sa présidence est marquée par de nombreuses actions : une hausse des effectifs des étudiants, une contribution à la formation de Normandie université, des actions en matière de formation continue, une action budgétaire importante en particulier la réduction du déficit et une réorganisation des départements.
Il annonce lors de la cérémonie des vœux souhaiter se représenter aux élections pour la présidence de l'université de Caen prévues en mai 2016.
Hospitalisé le 1er février 2016, il meurt dans la nuit du 3 au 4 février « des suites d'une maladie fulgurante ». Une minute de silence a été respectée sur les sites universitaires le 5 février 2016 à midi. Un hommage lui a été rendu le mardi 9 février 2016 à l'amphithéâtre Pierre-Daure, au campus 1 de l'université de Caen,. De plus, l'ancienne Bibliothèque Universitaire Droit-Lettres de l’université de Caen a été renommée la Bibliothèque universitaire Pierre-Sineux.
Il était marié et père d'un garçon.

## Publications (liste non exhaustive)
Pour une liste plus complète, consulter la page dédiée sur le site du Centre de recherches archéologiques et historiques anciennes et médiévales.
- Le regard des Grecs sur la guerre : mythes et réalités, Paris, Ellipses, coll. « Les Dossiers du CAPES et de l'agrégation », 2000, 206 p. (ISBN 2-7298-6926-3, BNF 37209485)en collaboration avec Marie-Claire Amouretti, Françoise Ruzé et Jacqueline Christien
- Qu'est-ce qu'un dieu grec ?, Paris, Klincksieck, coll. « 50 questions », 2006, 190 p. (ISBN 978-2-252-03589-4 et 2-252-03589-7, BNF 40947404)
- Amphiaraos, guerrier, devin et guérisseur, Paris, Les Belles lettres, coll. « Vérité des mythes », 2007, 276 p. (ISBN 978-2-251-32441-8, ISSN 0993-3794, BNF 40947521)

## Distinctions
- Chevalier de l'ordre des Palmes académiques [16].
- Chevalier de la Légion d'honneur. Il a été promu lors de la promotion de Pâques 2014[17],[18]. Les insignes de chevalier lui sont remis le 12 septembre 2014[19].